# Weigmannsdorf-Müdisdorf
Weigmannsdorf-Müdisdorf war eine Gemeinde, die von 1963 bis 1993 existierte. Sie ging in Lichtenberg/Erzgeb. auf.

## Geographie
Die Gemeinde befand sich etwa vier Kilometer westlich von Lichtenberg und etwa sechs Kilometer südöstlich von Brand-Erbisdorf entfernt. Das Gemeindegebiet erstreckte sich entlang der Talhänge eines kleinen Baches, der Verbindung an den Unteren Großhartmannsdorfer Teich hatte. Durch dieses Tal führte die Hauptstraße, die beide Ortsteile mit Großhartmannsdorf und Lichtenberg verband. An Weigmannsdorf-Müdisdorf grenzten die Orte Berthelsdorf/Erzgeb. im Norden, Lichtenberg im Osten, Mulda/Sa. im Südosten, Randeck und Helbigsdorf im Süden, Großhartmannsdorf im Südosten sowie Brand-Erbisdorf im Westen und Nordwesten.

## Geschichte
Am 1. Januar 1963 schlossen sich die beiden bis dahin selbstständigen Gemeinden Weigmannsdorf und Müdisdorf zur neuen Gemeinde Weigmannsdorf-Müdisdorf zusammen, die dem Kreis Brand-Erbisdorf im Bezirk Karl-Marx-Stadt der DDR angehörte. Im Jahr 1964 lebten 1255 Menschen in Weigmannsdorf-Müdisdorf, 1990 waren es noch 927. Nach Wende und Wiedervereinigung wurden im neugegründeten Freistaat Sachsen viele Gebietsreformen durchgeführt, als deren Ergebnis Weigmannsdorf-Müdisdorf am 1. Oktober 1993 nach Lichtenberg/Erzgeb. eingemeindet wurde.